# لجنة التحقيق الدولية المستقلة التابعة للأمم المتحدة
تأسست لجنة التحقيق الدولية المستقلة التابعة للأمم المتحدة في 7 أبريل 2005 بموجب قرار مجلس الأمن رقم 1595 للتحقيق في اغتيال رئيس وزراء لبنان السابق رفيق الحريري الذي قُتل في بيروت في 14 فبراير 2005. 
في 13 مايو 2005 عين الأمين العام كوفي أنان القاضي الألماني ديتليف ميليس لقيادة اللجنة. 
في 19-20 أكتوبر / تشرين الأول 2005، تم تسليم تقرير ميليس الأول للجنة.  ولدى صدور التقرير الأول، مُددت فترة التحقيق إلى 15 كانون الأول / ديسمبر 2005.
وتبع تقرير ثان موسع في 10 كانون الأول / ديسمبر 2005. وبعد خمسة أيام، في 15 ديسمبر / كانون الأول 2005، صوت مجلس الأمن بالإجماع على تمديد التحقيق لمدة ستة أشهر أخرى حتى 15 يونيو / حزيران 2006. في نفس اليوم استقال ديتليف ميليس من منصب كبير المحققين ليعود إلى برلين.
في 11 يناير 2006 عين الأمين العام كوفي عنان البلجيكي سيرج براميرتز ليحل محل ميليس. 
في 19 نوفمبر 2007، عين الأمين العام بان كي مون الكندي دانيال بيلمار ليحل محل براميرتز في 1 يناير 2008 بعد مغادرته ليحل محل كارلا ديل بونتي كمدعي عام في المحكمة الجنائية الدولية ليوغوسلافيا السابقة .
في 28 تشرين الثاني (نوفمبر) 2007، قدم براميرتز تقرير اللجنة التاسع.
في 28 آذار (مارس) 2008، تم تسليم التقرير العاشر للجنة بواسطة دانيال بيلمار. 
انتهى تفويض لجنة التحقيق الدولية المستقلة التابعة للأمم المتحدة في 28 شباط (فبراير) 2009 وحلت محلها المحكمة الخاصة بلبنان في 1 آذار (مارس) 2009. 
في تقاريرها المختلفة، قررت لجنة التحقيق أن أعضاء من أجهزة الأمن والاستخبارات اللبنانية والسورية ارتكبوا الاغتيال من خلال أعضاء من حزب الله.